# Burg Rabenstein (Fläming)
Die Burg Rabenstein ist eine hochmittelalterliche Burg südlich des Dorfes Raben, eines Ortsteils der Gemeinde Rabenstein/Fläming im Landkreis Potsdam-Mittelmark in Brandenburg.

## Lage
Die Höhenburg liegt auf dem Steilen Hagen, einer 153 m ü. NN hohen Erhebung im Naturpark Hoher Fläming. Sie liegt in der Nähe der Anschlussstelle Klein Marzehns der A 9. Der nächste Bahnhof befindet sich in Bad Belzig. Unterhalb der Burg verläuft der Europaradwanderweg R1.

## Geschichte

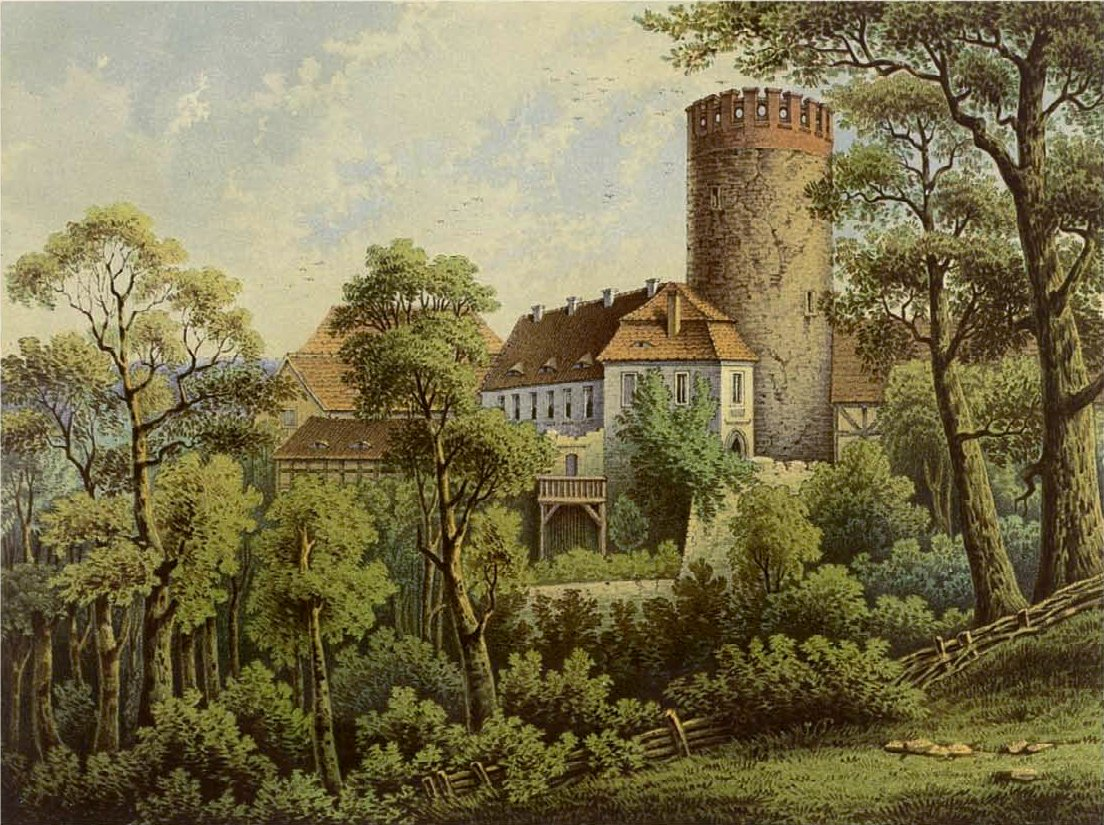
Burg Rabenstein um 1860, Sammlung Alexander Duncker

Zwischen 1209 und 1212 wurde die Burg Rabenstein erbaut. Sie sollte im Hohen Fläming den Übergang über die Plane auf der Landstraße zwischen den Städten Wittenberg und Brandenburg an der Havel kontrollieren helfen. 1251 und 1277 wurde die Burg urkundlich erwähnt. 1296, zwei Jahre vor seinem Tod, hielt sich Albrecht II., Herzog von Sachsen-Wittenberg, in der Burg auf. 1298 wurde die Anlage vom brandenburgischen Markgrafen Hermann erstmals bekundet belagert, und 1377 wurde das unterhalb der Burg liegende Dorf Raben erstmals urkundlich erwähnt. Im Jahr 1395 kam es rund um die Burg wieder zu kriegerischen Auseinandersetzungen, und Rabenstein wurde von magdeburgischen Truppen in Brand geschossen. 1428 wurden von der Burg 14 Dörfer und die Gemarkung von 17 Wüstungen verwaltet. Der Amtmann auf der Burg war zu dieser Zeit ein gewisser Albrecht von Leipzig. 1453 kam Rabenstein als Lehen an die Familien von Oppen, ehe es vor 1482 wieder in kurfürstlich-sächsischen Besitz überging.
1625 kaufte ein Professor der Universität Wittenberg namens Unruh die Burg und das Gut für 20.000 Taler. Nur wenige Jahre später im Dreißigjährigen Krieg 1636 wurde die mittelalterliche Burg Rabenstein von schwedischen Truppen geplündert. 1663 erbte die Familie Leyser die Anlage samt Gut. Im Bergfried wurde 1717 eine Kapelle eingeweiht. Weitere Besitzer Rabensteins waren die Familien Loesecke, Laue und Grust. 1786 erwarb der anhaltinische Hofmarschall Carl August von Stangen die Anlage, und 1802 beziehungsweise 1804 kaufte die Herzogsfamilie von Anhalt-Dessau Rabenstein mitsamt dem zugehörigen Gut. Während der Befreiungskriege bezog Jean-Baptiste Bernadotte, der spätere schwedische König Karl XIV. Johann, für einige Tage sein Hauptquartier in der Burg. Nach der Niederlage der Franzosen und der mit ihnen verbündeten Sachsen wurde auf dem anschließenden Wiener Kongress im Jahr 1815 die Region um Raben und damit auch die Burganlage politisch endgültig Brandenburg beziehungsweise Preußen zugeschlagen. Besitzer blieben die Herzöge von Anhalt-Dessau beziehungsweise Anhalt. In der Folge wurde auf Rabenstein weiter ein land- beziehungsweise forstwirtschaftlicher Betrieb etabliert. Eine militärische Bedeutung kam der Burg nicht mehr zu.
In den 1920er Jahren musste die Burg Rabenstein wegen Baufälligkeit gesperrt werden. Nach dem Jahr 1935 wurden an der beschädigten Burg Sanierungsarbeiten vorgenommen, ehe sie im Zuge der Bodenreform 1945 enteignet wurde. In die Burg Rabenstein zog daraufhin eine Forstschule, und 1956 wurde in ihr eine Jugendherberge eröffnet, die bis 1996 betrieben wurde. Erst nach 1990 wurden wieder umfangreiche Sanierungen an der Anlage vorgenommen, ehe sie in kommunalen Besitz überging. Eigentümer ist heute die Gemeinde Rabenstein/Fläming.

## Anlage

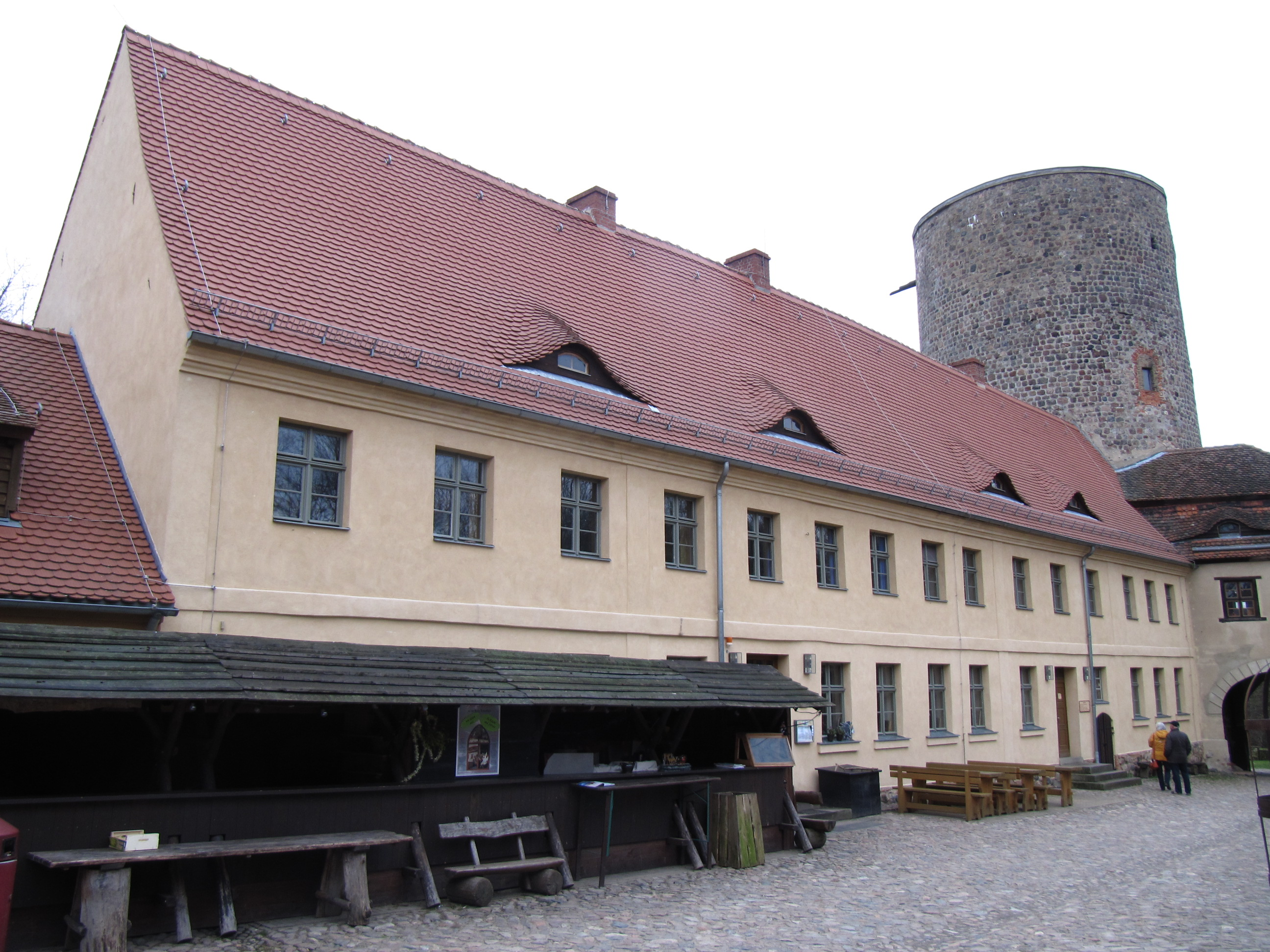
Bergfried und Haupthaus der Burg vom Burghof

Augenfälligster Teilbau der Burg ist der vom Tal schon über den Baumkronen sichtbare Bergfried. Dieser steht in südöstlicher Ecke der Anlage unmittelbar am Torhaus. Er ist auf rundem Grundriss aus Feldsteinen errichtet und hat eine Höhe von etwa 30 Metern. Der Zugang befindet sich im Torhaus. Auf seiner Südostseite befinden sich drei nicht axial übereinander angeordnete Fenster, wovon das obere und untere Rechteckfenster sind und das mittlere einen spitzbogigen Abschluss besitzt. Ein weiteres Rechteckfenster ist nach Westen ausgerichtet. Oberhalb davon existiert eine kleine schartenartige Fensteröffnung. Ein weiteres derartig schartenartiges Fenster gibt es in östlicher Himmelsrichtung. Zinnen besitzt der Turm nicht.

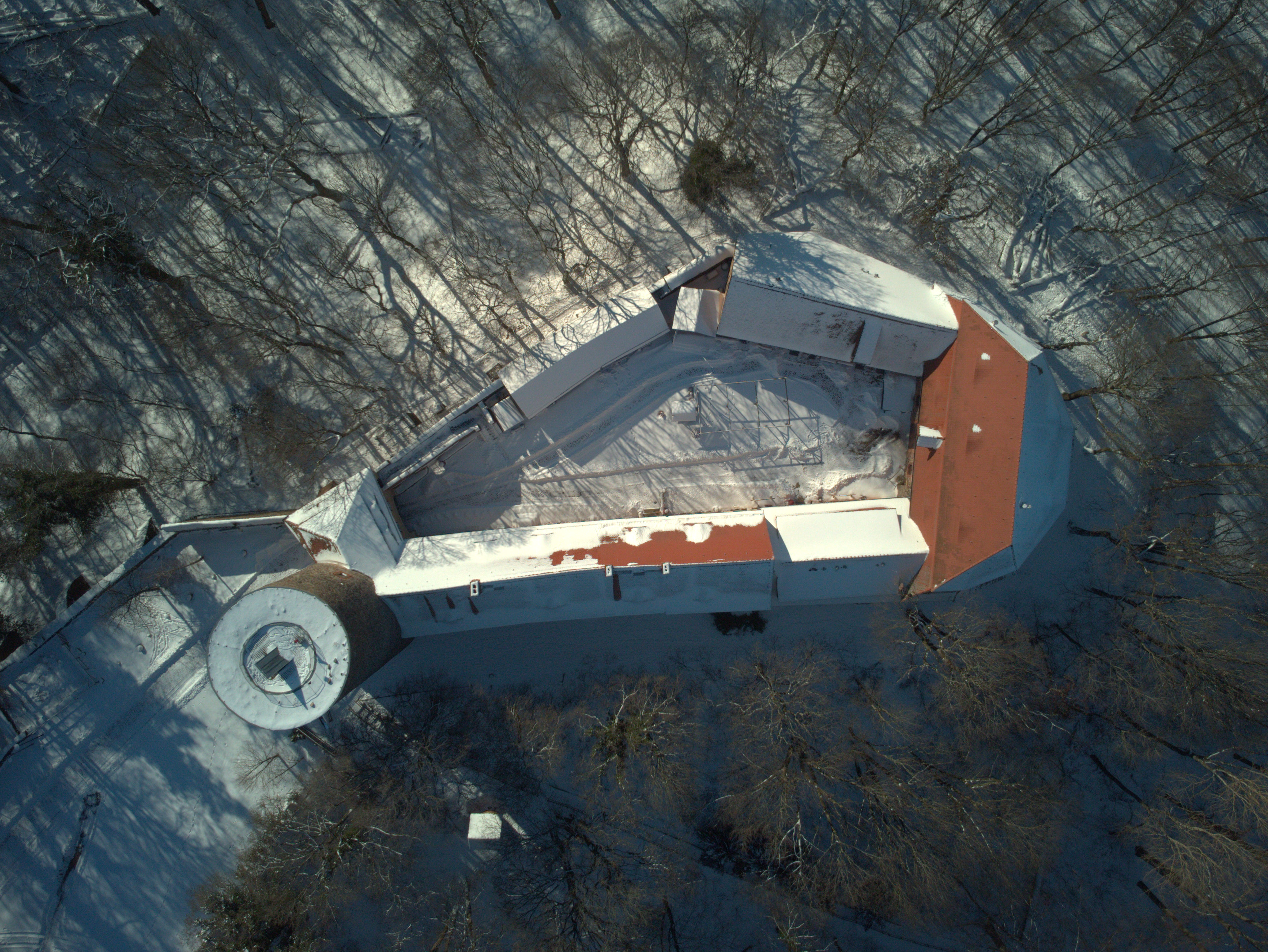
Burg Rabenstein in der Draufsicht

Das Torhaus unmittelbar links des Bergfrieds ist zweigeschossig und stammt im Kern aus der Zeit um 1250. 1717 wurde es im Stil des Barock erweitert und ausgebaut. Das Gebäude ist sowohl nach innen zum Burghof als auch nach außen verputzt. Der Putz wurde bei den letzten Sanierungen in einem Gelbton gestrichen. Im Untergeschoss befindet sich der Torbogen. Dieser ist außen als ein Spitzbogen, nach innen zum Burghof als ein Korbbogen konstruiert. Im Durchgang befindet sich der Zugang zum Bergfried. Die Fenster im Obergeschoss sind Rechteckfenster mit hölzernen Stürzen. Vom Innenhof existiert noch ein Zugang zum Obergeschoss über eine Freitreppe in der südlichen Burgmauer. Das Torhaus besitzt ein Mansarddach mit Fledermausgauben im Dachgeschoss.

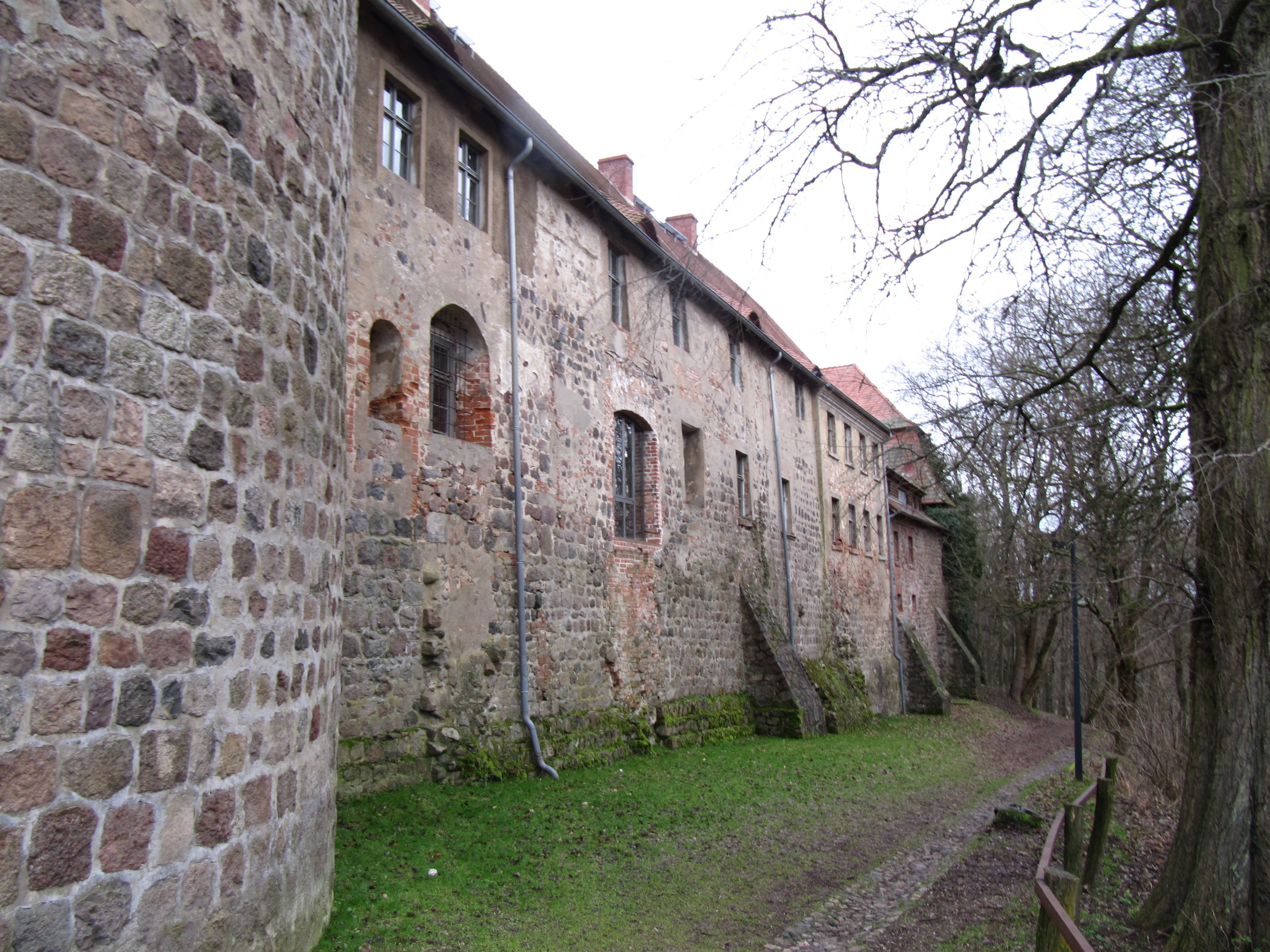
Haupthaus von außen

Auf der nördlichen Seite des Bergfrieds schließt sich das Haupthaus an. Die Außenmauer besteht aus unverputzten Feldsteinen, wobei bauliche Veränderungen auch mit Ziegelsteinen vorgenommen wurden. Im Burghof und unter dem Nordgiebel ist das Haupthaus verputzt. Dieser Putz wurde im gleichen Gelbton wie das Haupthaus gestrichen. In der Außenwand erkennt man heute verschiedene Generationen von Fenstern unterschiedlicher Größe. So gibt es dort Rechteck- und Segmentbogenfenster. Die Fenster zum Innenhof sind rechteckige Sprossenfenster. Daneben gibt es noch einige Zugänge zum Gebäude teilweise über kurze Freitreppen. Die Stockwerke sind durch ein schlichtes Gesims optisch geteilt. Unter der Traufe befindet sich ein ebenfalls schlichtes Traufgesims. Das Satteldach wurde mit roten Biberschwänzen gedeckt. Auch hier finden sich Fledermausgauben.

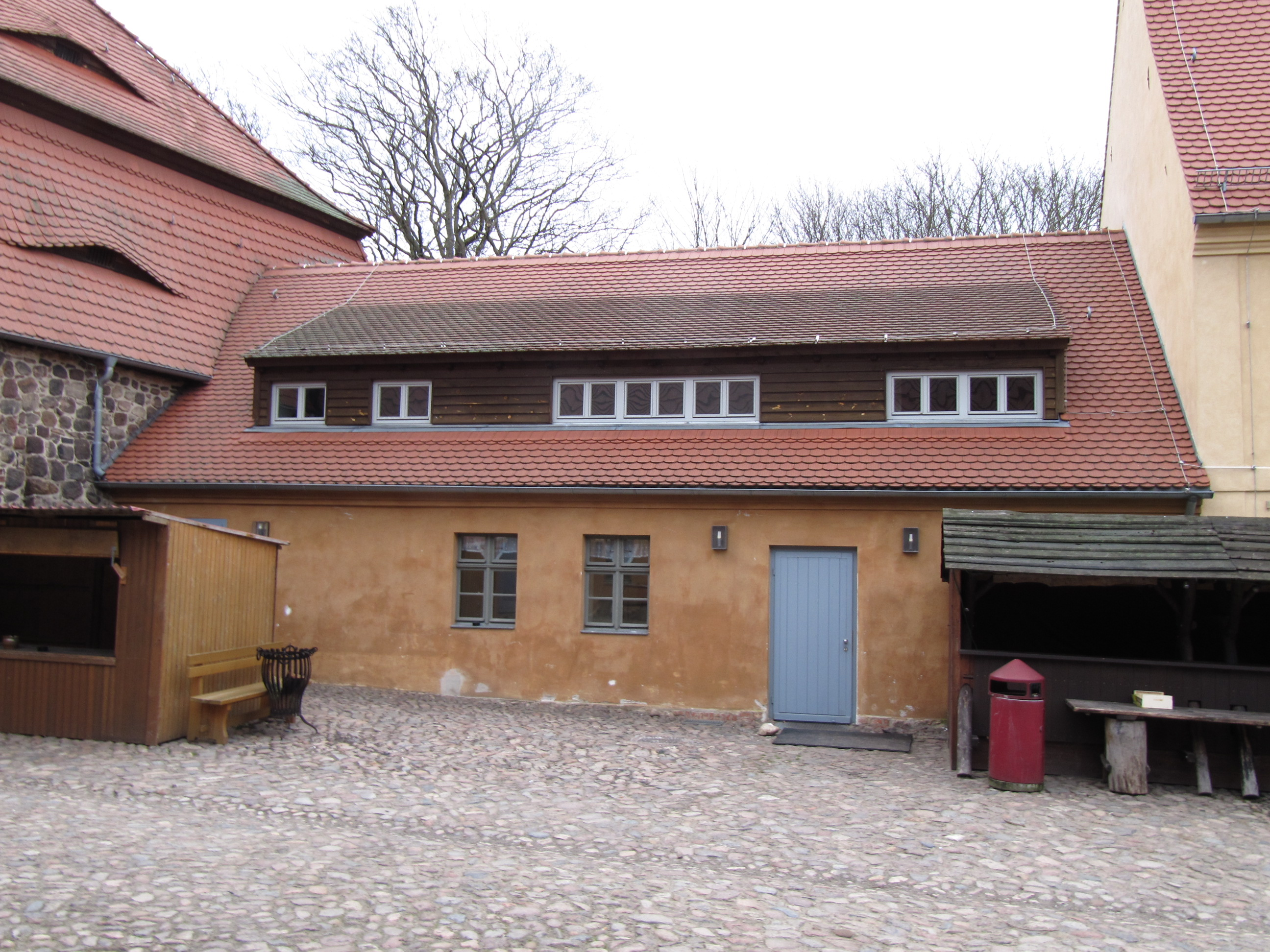
Nebengebäude im Hof

Dem Haupthaus schließt sich ein eingeschossiges Nebengebäude an. Auch dieses ist nach außen unverputzt. Innen wurde der Putz in einem Orangeton gestrichen. Die Gaube im Dachgeschoss wurde hier als Schleppgaube konstruiert.

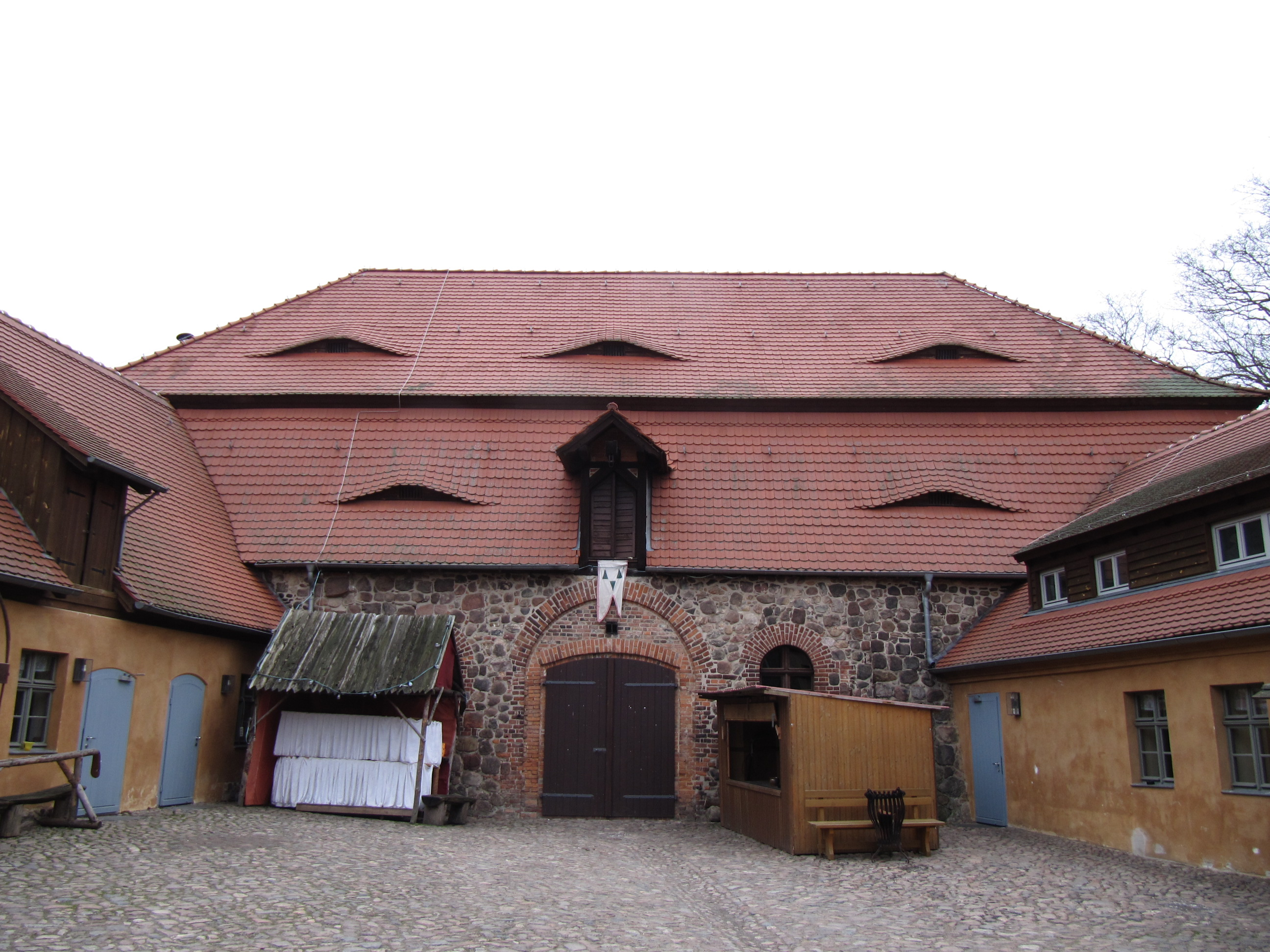
Stall, heutiger „Rittersaal“

Den nördlichen Abschluss des Burghofs bildet ein Stallgebäude, dessen Kern aus dem 13. Jahrhundert stammen soll. Er wird heute „Rittersaal“ genannt, ist unverputzt und aus Feldsteinen errichtet. Der Zugang befindet sich unter einem Rundbogen, wobei das zweiflüglige Scheunentor selbst segmentbogig gestaltet ist. Ebenfalls rundbogig sind die Fenster rechts und links des Tores. Auch die Außenfenster sind Rundbogenfenster. Aufgrund der baulichen Gegebenheiten der Burg hat dieser Teilbau einen trapezförmigen Grundriss. Die lange Seite des Vierecks weist hierbei zum Burghof, die kurze nach außen. Das Dach der Scheune ist ein barockes Mansarddach. In zwei Stockwerken wurden Fledermausgauben eingearbeitet. Darüber hinaus gibt es noch direkt über dem Tor des Stalls eine Giebelgaube mit hölzernen Läden und einem ebenfalls hölzernen Kran. Sie diente der Einlagerung von Materialien, Futter und dergleichen.

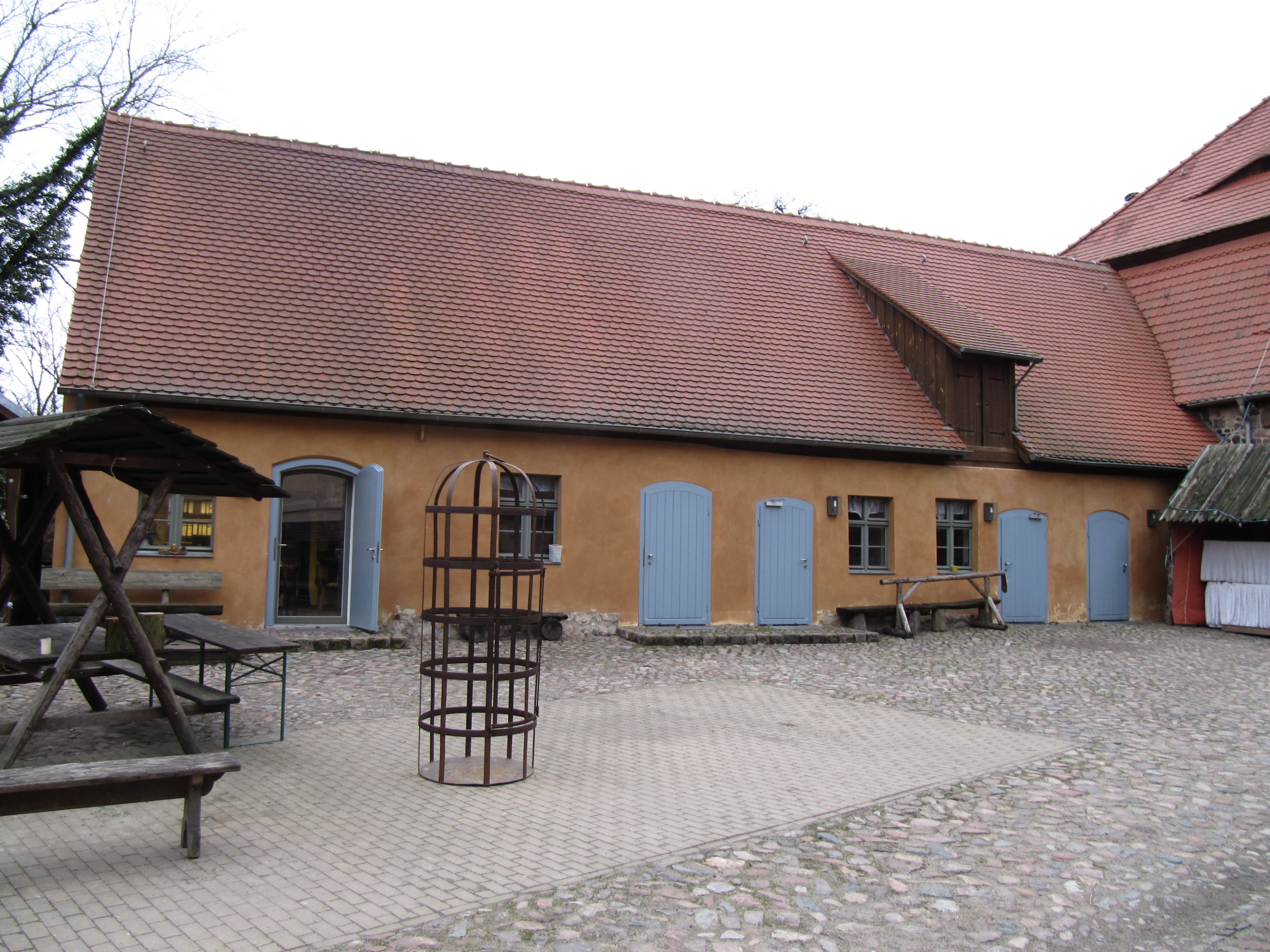
Stallgebäude

Rechts des „Rittersaals“ befindet sich ein weiteres ehemaliges Stallgebäude. Es ist zum Innenhof verputzt und in einem Orangeton gestrichen. Die Fenster sind rechteckige Sprossenfenster, die Türen besitzen Segmentbögen. Das Dach ist ein Satteldach, in dem es eine mit hölzernen Läden verschlossene Schleppgaube gibt. Diesem Gebäude schließt sich bis zum Torhaus die Burgmauer an, die teilweise rundbogige Verstärkungen aufweist und einen segmentbogigen Durchgang zum Rundweg um die Burgmauer besitzt. Die Mauer ist in diesem Bereich teilweise aus Ziegeln gefertigt. Die Burgmauer ist circa 1,70 Meter dick und besteht hauptsächlich aus behauenen Feldsteinen. Gestützt wird die Mauer von 18 Pfeilern. Der Wehrgang der Burg ist heute nicht mehr erhalten.

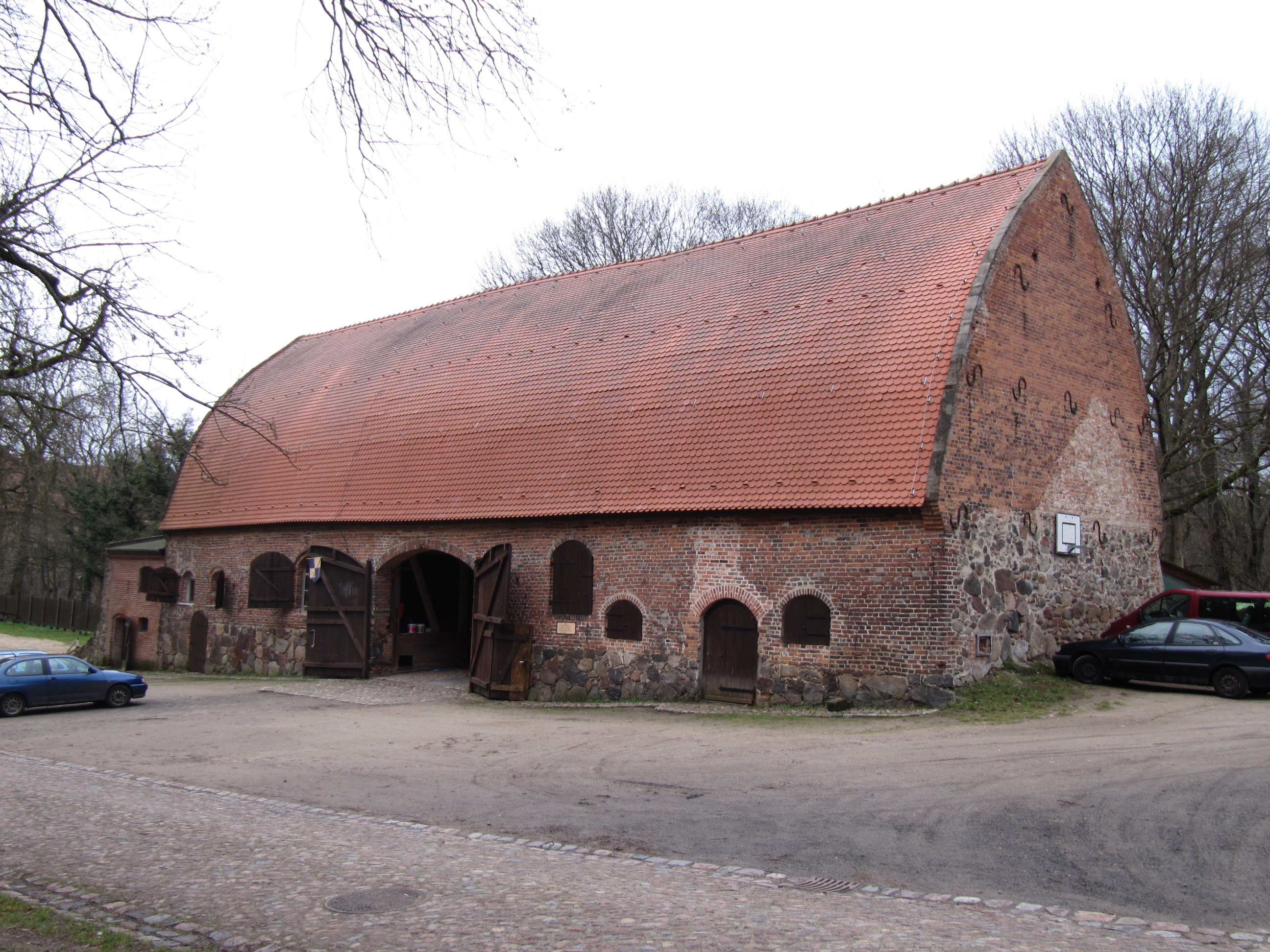
Scheune außerhalb der Burgmauern

Außerhalb des Burghofs stehen weitere Gebäude, wie eine ebenfalls aus Feldsteinen gemauerte Scheune. Diese hat ein auffälliges Bohlenbinderdach. Von mehreren Gebäuden sind nur noch Grundmauern erhalten. Vor dem Parkplatz zur Burg gibt es ein einstöckiges Backhaus. Rechts vom Bergfried unterhalb der Burg befinden sich talwärts ein alter Brunnen und ein Eiskeller.

## Heutige Nutzung
Nach dem überraschenden Ausstieg des Arbeitsförderungsvereins aus dem langjährigen Pachtvertrag ging die Burg Rabenstein im Januar 2017 in private Hände über. Die Gemeinde verpachtet ihre Festung an die Familie Ebert.
Heute befinden sich in den Gebäuden der Burg eine rustikal eingerichtete Herberge, in der Übernachtungen möglich sind, sowie eine Gaststätte. Eine Falknerei ist in unmittelbarer Nähe wieder im Betrieb, und in den Sommermonaten werden regelmäßig Flugvorführungen durchgeführt. Neben den Mittelalterfestspielen und den regelmäßig stattfindenden Ritteressen sind neue Veranstaltungen geplant. Erstmals startete auf der Burg am Sonntag, 9. Juli und Sonntag, 13. August 2017 ein großer Flohmarkt, in der Adventszeit wird hier ein Weihnachtsmarkt veranstaltet.
Weiterhin diente die Burg des Öfteren auch als Filmkulisse. 1972 wurde hier der Film Die Hosen des Ritters von Bredow gedreht, mit vielen namhaften Schauspielern wie Rolf Hoppe oder Armin Mueller-Stahl. Die Burg war im Film der Wohnsitz des Ritters und wurde für die Dreharbeiten leicht umgebaut. 2017 wurden Teile des Films Der Schweinehirt auf und vor der Burg gedreht.

## Naturdenkmale

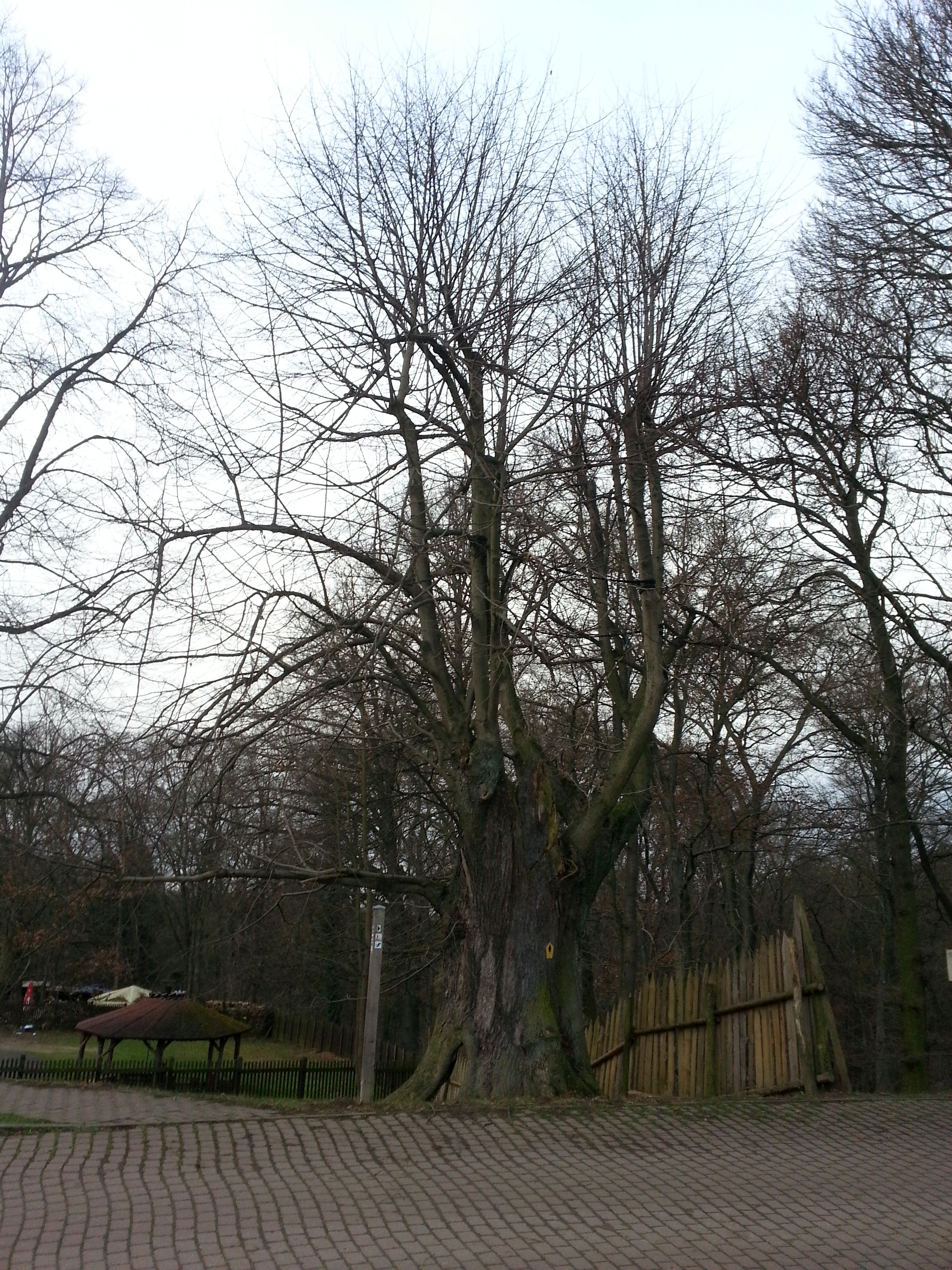
Naturdenkmal Sommerlinde vor der Burg

In unmittelbarer Nähe, im Zugangsbereich zur Burg gibt es drei als Naturdenkmale unter Schutz gestellte Bäume. Dies sind vor der Scheune eine Gemeine Rosskastanie und in der Nähe des Backhauses eine Sommer- und eine Winterlinde, die aufgrund ihrer Seltenheit, Eigenart, der Größe beziehungsweise ihres Wuchses in die Denkmalliste aufgenommen wurden.